# Cecidotrioza
Cecidotrioza är ett släkte av insekter. Cecidotrioza ingår i familjen spetsbladloppor.
Kladogram enligt Catalogue of Life:
| Cecidotrioza | \| \| Cecidotrioza baccarum \| \| \| \| \| \| Cecidotrioza sozanica \| \| \| \| |
|              | \| \| Cecidotrioza baccarum \| \| \| \| \| \| Cecidotrioza sozanica \| \| \| \| |
|              | Cecidotrioza baccarum                                                           |
|              |                                                                                 |
|              | Cecidotrioza sozanica                                                           |
|              |                                                                                 |